# Tsuchimikado
Tsuchimikado, född 1196, död 1231, var regerande kejsare av Japan mellan 1198 och 1210.